# ظهيرة مشتعلة (فلم)
ظهيرة مشتعلة (بالإنجليزية: High Noon) هو فيلم دراما تم إنتاجه في الولايات المتحدة وصدر في سنة 1952.

## بطولة
- غاري كوبر
- غريس كيلي

### ترشيحات وجوائز
| السنة | الحدث | الفئة            | النتيجة  |
| ----- | ----- | ---------------- | -------- |
|       |       | أوسكار أحسن ممثل | فـــــوز |

## الميزانية والإيرادات
بلغت تكلفة إنتاج الفيلم حوالي 730,000 دولار بينما حقق أرباحا تقدر بـ 12,000,000 دولار.

## وصلات خارجية
- ظهيرة مشتعلة على موقع IMDb (الإنجليزية)
- ظهيرة مشتعلة على موقع ميتاكريتيك (الإنجليزية)
- ظهيرة مشتعلة على موقع الموسوعة البريطانية (الإنجليزية)
- ظهيرة مشتعلة على موقع روتن توميتوز (الإنجليزية)
- ظهيرة مشتعلة على موقع نتفليكس (الإنجليزية)
- ظهيرة مشتعلة على موقع قاعدة بيانات الأفلام العربية
- ظهيرة مشتعلة على موقع ألو سيني (الفرنسية)
- ظهيرة مشتعلة على موقع Turner Classic Movies (الإنجليزية)
- ظهيرة مشتعلة على موقع أول موفي (الإنجليزية)
- ظهيرة مشتعلة على موقع بوكس أوفيس موجو (الإنجليزية)

1. 1 2 3  وصلة مرجع: https://www.oscars.org/oscars/ceremonies/1953.
2. ↑  وصلة مرجع: http://www.imdb.com/title/tt0044706/. الوصول: 14 أبريل 2016.
3. ↑  وصلة مرجع: http://www.ofdb.de/film/3675,12-Uhr-mittags. الوصول: 14 أبريل 2016.
4. ↑  وصلة مرجع: http://www.cinematografo.it/cinedatabase/film/mezzogiorno-di-fuoco/6901/. الوصول: 14 أبريل 2016.